# Galhyeon-dong, Seoul
Galhyeon-dong (koreanska: 갈현동)  är en stadsdel i stadsdistriktet Eunpyeong-gu i Sydkoreas huvudstad Seoul.

## Indelning
Administrativt är Galhyeon-dong indelat i:
| Namn    | Namn                | Yta i km² | Invånare 30 jun 2020 |
| ------- | ------------------- | --------- | -------------------- |
| 갈현1동 | Galhyeon 1(il)-dong | 0,97      | 23 720               |
| 갈현2동 | Galhyeon 2(i)-dong  | 0,96      | 29 334               |